# اچ‌ام‌ای‌اس استرالیا (دی۸۴)
اچ‌ام‌ای‌اس استرالیا (دی۸۴) (به انگلیسی: HMAS Australia (D84)) یک کشتی بود که طول آن ۵۹۰ فوت (۱۸۰ متر) بود. این کشتی در سال ۱۹۲۷ ساخته شد.